# 菲希特爾納布河
49°48′30″N 12°9′44″E / 49.80833°N 12.16222°E

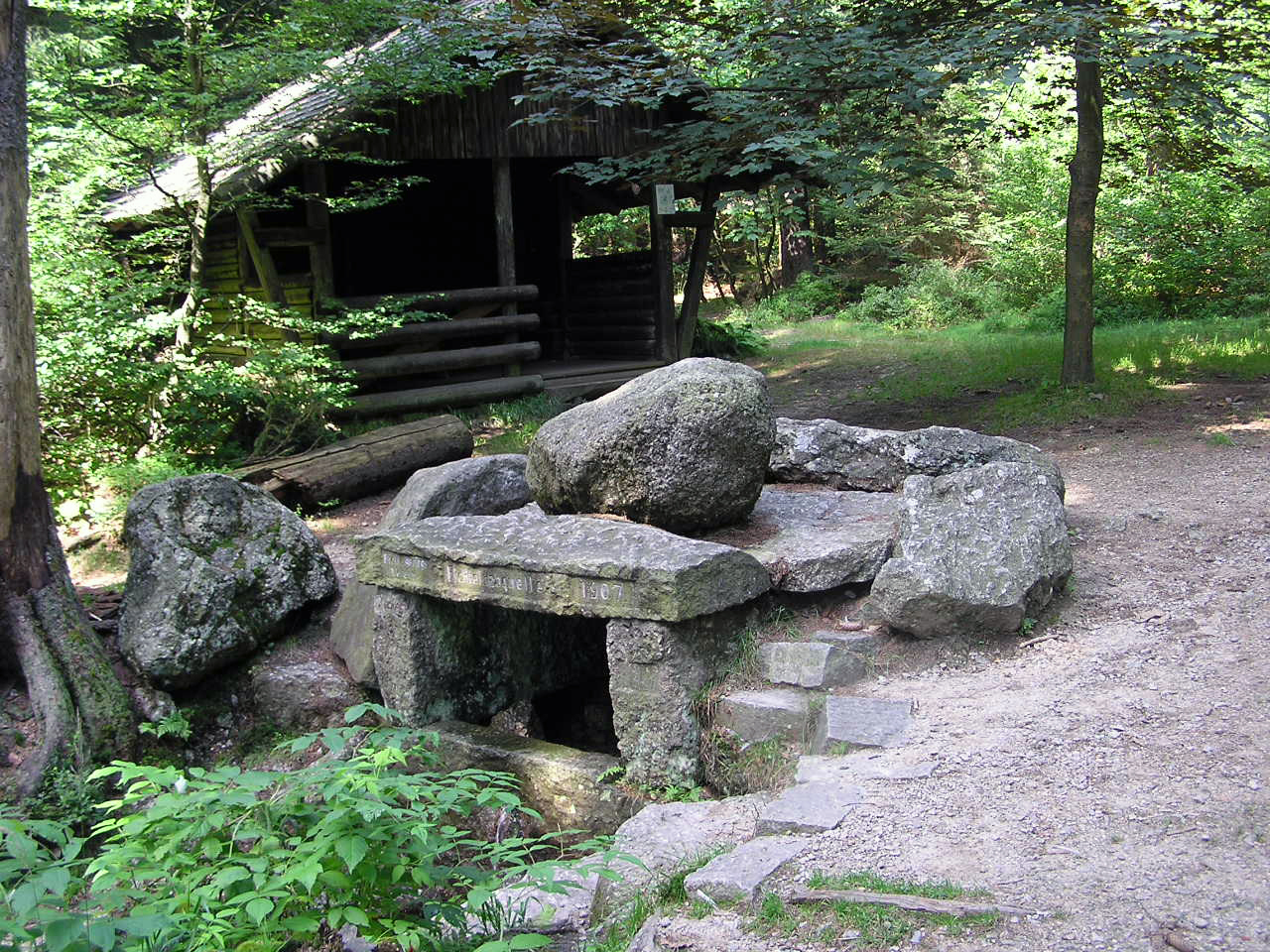

菲希特爾納布河是德國的河流，位於該國東南部，由巴伐利亞負責管轄，屬於瓦爾德納布河的右支流，河道全長42公里，流域面積278.5平方公里。